# Monte Siserno
Il Monte Siserno (790,6m s.l.m.)  è una montagna dei Monti Lepini nell'Antiappennino laziale, che si trova nel Lazio, nella Frosinone, al confine tra Ceccano e Giuliano di Roma.